# Vigala (obec)
Vigala (německy Fickel) je historické území v Estonsku, do roku 2017 také samosprávná obec v estonském kraji Raplamaa. V roce 2017 byla obec Vigala začleněna do obce Märjamaa.

## Sídla
Na území zrušené obce Vigala žije přibližně půldruhého tisíce obyvatel ve 27 vesnicích (Araste, Avaste, Jädivere, Kausi, Kesu, Kivi-Vigala, Kojastu, Konnapere, Kurevere, Leibre, Läti, Manni, Naravere, Oese, Ojapere, Paljasmaa, Palase, Pallika, Päärdu, Rääski, Sääla, Tiduvere, Tõnumaa, Vaguja, Vanamõisa, Vana-Vigala a Vängla). Administrativním centrem byla Kivi-Vigala.